# Гутурама світлогорла
Гутура́ма світлогорла (Euphonia chrysopasta) — вид горобцеподібних птахів родини в'юркових (Fringillidae). Мешкає в Амазонії та на Гвіанському нагір'ї.

## Опис
Довжина птаха становить 9-12 см, вага 11-16,2 г. У самців верхня частина тіла бурувато-оливково-зелена, крила і хвіст більш темні, чорнуваті, нижня частина тіла жовта, на обличчі білувата пляма. У самиць горло, боки і живіт сіруваті. Очі темно-карі, дзьоб і лапи чорнуваті.

## Підвиди
Виділяють два підвиди:
- E. c. chrysopasta Sclater, PL & Salvin, 1869 — південно-східна Колумюія, схід Еквадору і Перу, північ Болівії і захід Бразильської Амазонії;
- E. c. nitida (Penard, TE, 1923) — східна Колумбія, південна Венесуела, Гвіана, північна і центральна Бразильська Амазонія.

## Поширення і екологія
Світлогорлі гутурами мешкають в Колумбії, Еквадорі, Перу, Болівії, Бразилії, Венесуелі, Гаяні, Суринамі і Французькій Гвіані. Вони живуть в амазонській сельві, варзейських лісах (тропічних лісах у заплавах Амазонки і її притоків), на узліссях і на плантаціях. Зустрічаються парами або невеликими сімейними зграйками, переважно на висоті до 1000 м над рівнем моря. Живляться ягодами і плодами, доповнюють свій раціон дрібними комахами та іншими безхребетними. Гніздяться у серпні-листопаді. Гніздо кулеподібне, будується самицею і самцем. Воно складається з зовнішньої частини, сплетеної з гілочок і рослинних волокон і внутрішної, встеленої мохом, пухом або іншим м'яким матеріалом. В кладці від 2 до 5 яєць. Інкубаційний період триває приблизно 2 тижні. Пташенята покидають гніздо через 3 тижні після вилуплення, однак батьки продовжують піклуватися про них ще деякий час. Насиджує лише самиця, за пташенятами доглядають і самиці, і самці.